# Gonospira funicula
Gonospira funicula é uma espécie de gastrópode  da família Streptaxidae.
É endémica de Reunião.